# Championnat d'Eswatini de football
Le championnat d'Eswatini de football (Swazi Premier League) est une compétition de football réunissant les meilleurs clubs swazis créée en 1971.

## Palmarès
- 1971 : Milling Hotspurs FC
- 1972 : Milling Hotspurs FC
- 1973 : Inconnu
- 1974 : Mbabane Highlanders
- 1975-76 : Mbabane Highlanders
- De 1977 à 1979 : Inconnu
- 1980 : Mbabane Highlanders
- 1981 : Mhlume Peacemakers
- 1982 : Mbabane Highlanders
- 1983 : Manzini Wanderers
- 1984 : Mbabane Highlanders
- 1985 : Manzini Wanderers
- 1986 : Mbabane Highlanders
- 1987 : Manzini Wanderers
- 1988 : Mbabane Highlanders
- 1989 : Denver Sundowns
- 1990 : Denver Sundowns
- 1991 : Mbabane Highlanders
- 1992 : Mbabane Highlanders
- 1993 : Mbabane Swallows
- 1994 : Eleven Men in Flight
- 1995 : Mbabane Highlanders
- 1996 : Eleven Men in Flight
- 1997 : Mbabane Highlanders
- 1998-99 : Manzini Wanderers
- 1999-00 : Mbabane Highlanders
- 2000-01 : Mbabane Highlanders
- 2001-02 : Manzini Wanderers
- 2002-03 : Manzini Wanderers
- 2003-04 : Mhlambanyatsi Rovers
- 2004-05 : Mbabane Swallows
- 2005-06 : Royal Leopards FC
- 2006-07 : Royal Leopards FC
- 2007-08 : Royal Leopards FC
- 2008-09 : Mbabane Swallows
- 2009-10 : Young Buffaloes
- 2010-11 : Green Mamba FC
- 2011-12 : Mbabane Swallows
- 2012-13 : Mbabane Swallows
- 2013-14 : Royal Leopards FC
- 2014-15 : Royal Leopards FC
- 2015-16 : Royal Leopards FC
- 2016-17 : Mbabane Swallows
- 2017-18 : Mbabane Swallows
- 2018-19 : Green Mamba FC
- 2019-20 : Young Buffaloes
- 2020-21 : Royal Leopards FC
- 2021-22 : Royal Leopards FC
- 2022-23 : Green Mamba FC
- 2023-24 : Mbabane Swallows
- 2024-25 : Nsingizini Hotspurs

## Bilan par club
| Club                 | Nombre de titres | Ville         | Années                                                                       |
| -------------------- | ---------------- | ------------- | ---------------------------------------------------------------------------- |
| Mbabane Highlanders  | 13               | Mbabane       | 1974, 1976, 1980, 1982, 1984, 1986, 1988, 1991, 1992, 1995, 1997, 2000, 2001 |
| Royal Leopards FC    | 8                | Simunye       | 2006, 2007, 2008, 2014, 2015, 2016, 2021 et 2022                             |
| Mbabane Swallows     | 8                | Mbabane       | 1993, 2005, 2009, 2012, 2013, 2017, 2018 et 2024                             |
| Manzini Wanderers    | 6                | Manzini       | 1983, 1985, 1987, 1999, 2002 et 2003                                         |
| Young Buffaloes      | 2                | Mliba         | 2010, 2020                                                                   |
| Denver Sundowns      | 2                | Manzini       | 1989, 1990                                                                   |
| Milling Hotspurs FC  | 2                | Manzini       | 1971, 1972                                                                   |
| Eleven Men in Flight | 2                | Siteki        | 1994, 1996                                                                   |
| Green Mamba FC       | 3                | Malkerns      | 2011, 2019, 2023                                                             |
| Mhlambanyatsi Rovers | 1                | Mhlambanyatsi | 2004                                                                         |
| Mhlume Peacemakers   | 1                | Mhlume        | 1981                                                                         |
| Nsingizini Hotspurs  | 1                | Nhlangano     | 2025                                                                         |